# Krzysztof Jóźwiak
Krzysztof Jóźwiak (ur. 1971) – polski naukowiec specjalizujący się w chemii leków, profesor nauk farmaceutycznych, kierownik Zakładu Biofarmacji Uniwersytetu Medycznego w Lublinie, od 2023 dyrektor Narodowego Centrum Nauki.

## Życiorys
W 1995 ukończył studia na Wydziale Chemii Uniwersytetu Marii Curie-Skłodowskiej w Lublinie. W 2000 na Akademii Medycznej w Lublinie uzyskał stopień doktora nauk farmaceutycznych ze specjalnością chemia analityczna, na podstawie rozprawy zatytułowanej Zastosowanie chromatografii cieczowej w badaniach zależności między strukturą chemiczną a aktywnością biologiczną nowych 2,4-dihydroksytiobenzanilidów, przygotowanej pod kierunkiem prof. Haliny Wilczyńskiej-Szumiło. W 2007 na podstawie pracy pod tytułem Zastosowanie chromatografii powinowactwa i modelowania molekularnego w badaniach oddziaływań receptora nikotynowego z jego allosterycznymi inhibitorami uzyskał habilitację w dziedzinie nauk farmaceutycznych w specjalności chemia leków. W 2013 otrzymał tytuł profesora nauk farmaceutycznych. Jest członkiem Komisji Nauk Medycznych przy lubelskim oddziale PAN. Objął różne funkcje w Narodowego Centrum Nauki: członek Komisji do spraw Współpracy Międzynarodowej, Komisji Nauk o Życiu, a także członek Rady NCN (2012–2020), w której objął przewodnictwo Komisji do spraw Regulaminów i Procedur. W 2023 został dyrektorem NCN.

## Działalność naukowa
Autor ponad 100 publikacji naukowych cytowanych łącznie ponad dwa tysiące razy przy indeksie Hirscha równym 22. Zajmuje się poszukiwaniem nowych ligandów działających na receptory neuronalne. Stypendysta Fundacji na rzecz Nauki Polskiej (stypendium Współpraca Krajowa, subsydium FOCUS, program TEAM). Laureat Nagrody Ehrlicha (UCB-Ehrlich Award for Excellence in Medicinal Chemistry) nadawanej co dwa lata przez Europejską Federację Towarzystw Chemii Medycznej za wybitne osiągnięcia naukowe w zakresie chemii medycznej i chemii leków. Dwukrotny grantobiorca w programach wymiany bilateralnej naukowców pomiędzy Rzeczpospolitą Polską a Republiką Włoską (projekt Canaletto). 